# Aamuaurinkoon
Aamuaurinkoon è il quarto singolo della cantante finlandese Katri Ylander, estratto dal suo album d'esordio.